# José Yáñez Valenzuela
José Yáñez Valenzuela (Santiago, 18 de abril de 1951) es un destacado científico chileno.
Nació en Santiago de Chile|Santiago el 18 de abril de 1951. Estudios primarios en varios colegios particulares y secundarios en Liceo de Hombres N° 12 de Santiago. Casado con Ilonka Natacha Corrales Santelices. Siete hijos: Claudio, Mariela, Fabiola, Andrea, Alonso, Magdalena y Catalina.
Biólogo de la Facultad de Ciencias de la Universidad de Chile, con postgrado en Biología del Conocer y la Comunicación Humana. Su principal línea de trabajo es la ecología y sistemática de vertebrados.  Desde 1976 y hasta 2017 se desempeñó como Curador  del Museo Nacional de Historia Natural, correspondiéndole ser Jefe del Área de  Zoología,  Jefe Científico del Museo y  finalmente Curador Senior. Ha sido docente en las Universidad de Chile, Universidad Católica, Universidad Mayor, Universidad Autónoma, Universidad Iberoamericana y Universidad de Santiago.
Se ha destacado por sus investigaciones en todo el territorio nacional, tanto antártico como americano e insular, publicando más de 260 trabajos en revistas nacionales y extranjeras y 80 presentaciones a congresos. Ha sido autor y editor de varios libros, entre los que destacan Mamíferos de Chile, Aves rapaces de Chile y Murciélagos de Chile.
Ha impulsado el desarrollo de la mastozoología como miembro fundador de la Asociación Chilena de Mastozoología, la Sociedad de Ecología de Chile y la Sociedad Latinoamericana de Especialistas en Mamíferos Acuáticos.
Fue miembro  del Consejo Consultivo Nacional de la Comisión Nacional de Medio Ambiente, CONAMA (2000]] al 2002), del Consejo Nacional Asesor del Programa de Pequeños Subsidios del Fondo para el Medio Ambiente Mundial (GEF) del Programa de las Naciones Unidas para el Desarrollo (PNUD) (1994 al 2004) y que presidió entre1999-2001, y Director Nacional del Comité pro Defensa de la Fauna y Flora (CODEFF) por más de una década (1992-2004) y Presidente (2013-2015) . Representante de Chile ante los Convenios Internacionales CITES y CMS , y a nivel nacional participante en varias comisiones del Ministerio de Medio Ambientes Además preside el Centro de Estudios Agrarios y Ambientales (CEA)  y el Centre for Marine Mammals Research LEVIATHÁN.
Fue Miembro de Consejos Editoriales de revistas científicas y está afiliado a varias sociedades científicas chilenas y extranjeras. Jubilado en diciembre de 2017, después de más de cuarenta años de trabajo en el Museo Nacional de Historia Natural de Chile.

## PUBLICACIONES
262 en revistas nacionales y extranjeras.
LIBROS Y CAPÍTULOS DE LIBROS
YÁÑEZ J., M. SALLABERRY & H. NÚÑEZ. 1986. Guía de aves de la Reserva Río Clarillo. CONAF Ed. Santiago, Chile. 32 pp.
YÁÑEZ J. & M. E. ZAÑARTU (Eds.). 1990. 1.er Taller Latinoamericano de Organizaciones No Gubernamentales sobre Conservación Antártica. Editorial Chungará. Santiago de Chile. 121 pp.
YÁÑEZ J. (Ed.). 1992. Informe Nacional del Foro Chileno de Organizaciones No Gubernamentales, Extracto. Imprenta Offset, Santiago de Chile, 83 pp.
MUÑOZ M., H. NÚÑEZ & J. YÁÑEZ. (Eds.) 1996. Libro Rojo de los Sitios Prioritarios para la Conservación de la Diversidad Biológica en Chile. Ministerio de Agricultura, CONAF. 203 pp.
MUÑOZ A. & J. YÁÑEZ (Eds.). 2000. Mamíferos de Chile. CEA Ediciones, Valdivia, Chile. 464 pp.
YÁÑEZ J.  2001. Sobre protección ambiental, instrumentos y deseos. Pp 35-41. En: ¿Polos Opuestos? Estudio comparado. (Jorge Berguño Barnes, editor, Instituto Chileno Antártico). 243pp. 
MUÑOZ A., J. RAU &  J. YÁÑEZ (Eds.). 2004. Las aves rapaces de Chile. CEA Ediciones, Valdivia, Chile. 388 pp.
GALAZ J. L. & J. YÁÑEZ. 2006. Los Murciélagos de Chile: Guía para su reconocimiento. Ediciones del Centro de Ecología Aplicada. Santiago, Chile, 80 pp.
MUÑOZ A. & J. YÁÑEZ (Eds.). 2009. Mamíferos de Chile. Segunda edición ampliada y corregida. CEA Ediciones, Valdivia, Chile. 571 pp.
YÁÑEZ J. 2012. Roedores de Chile: Perspectiva ecológica y sistemática. En Zoología Médica III: Vertebrados. (Canals M & Cattan PE (Eds). Editorial Universitaria. Capítulo 3 pp 47-112.
CANALS L. M., J. YÁÑEZ & M. FAVI C. 2012. Murciélagos y su importancia médica. En Zoología Médica III: Vertebrados. (Canals M & Cattan PE (Eds).  Editorial Universitaria. Capítulo 6 pp 133-151. 
RUIZ-GARCÍA M., D. COSSÍOS, M. LUCHERINI, J. YÁÑEZ, M. PINEDO & B. ANGERS. 2012. Chapter 7. Population genetics and spatial structure in two Andean cats (the Pampas cat, Leopardus pajeros and the Andean mountain cat, L. jacobita) by means of nuclear and mitochondrial markers and some notes on skull biometrics. En:Molecular population genetics, evolutionary biology and biological conservation of the neotropical carnivores Manuel (Ruiz-García & Joseph m. Shostell, eds.) Nova Science Publisher, New York.
YÁÑEZ J. & G. ROJAS. 2018. La biota chilena. Pp 53-57. En: Ministerio de Medio Ambiente. Biodiversidad de Chile, Patrimonio y Desafíos Tercera edición. Tomo I, 412 pp.
MUÑOZ A., J. RAU &  J. YÁÑEZ (Eds.). 2019. Las aves rapaces de Chile. Segunda edición ampliada y corregida. CEA Ediciones, Valdivia, Chile. 561 pp.
GALAZ, J. L., J. YÁÑEZ & I. FERNÁNDEZ. 2020. Los Murciélagos de Chile: Guía para su reconocimiento.                                          Segunda edición ampliada y corregida. CEA Ediciones, Valdivia, Chile. 127 pp.